# Vandenboschia lofoushanensis
Vandenboschia lofoushanensis är en hinnbräkenväxtart som beskrevs av Ren-Chang Ching. Vandenboschia lofoushanensis ingår i släktet Vandenboschia och familjen Hymenophyllaceae. Inga underarter finns listade.